# Federico Rizzo (attore)
Federico Rizzo (Frosinone, 14 agosto 1981) è un attore italiano.

## Biografia
Il debutto al cinema avviene nel 1989, nel film Ladri di saponette di e con Maurizio Nichetti (dove interpreta il piccolo Bruno), e nello stesso anno è anche nel cast de Il bambino e il poliziotto, in cui è co-protagonista a fianco di Carlo Verdone, che cura anche la regia. Nel 1992 ha un ruolo nel film Anni 90, nel quale interpreta il figlio di Nino Frassica.
In televisione dal 1992 al 1995 interpreta Federico, il nipotino di Gino Bramieri nella sitcom Nonno Felice. Proprio questo sarà l'ultimo lavoro televisivo di Federico, che successivamente si dedicherà alla professione di osteopata e fisioterapista.
Fa anche parte della Associazione Italiana Arbitri di calcio, sezione di Monza.

## Filmografia

### Cinema
- Ladri di saponette, regia di Maurizio Nichetti (1989)
- Il bambino e il poliziotto, regia di Carlo Verdone (1989)
- Anni 90, regia di Enrico Oldoini (1992)

### Televisione
- Nonno Felice – serie TV, 16 episodi (1993-1995)
- Norma e Felice – sitcom, episodio 1x19 (1995)

### Spot pubblicitari
- Mulino Bianco